# David Nyathi
David Sibusiso Nyathi (n. Bushbuckridge, Sudáfrica; 22 de marzo de 1969) es un exfutbolista sudafricano. Jugaba como defensa y militó en diversos clubes de Sudáfrica, España, Suiza, Italia y Turquía.

## Selección nacional
Ha sido internacional con la Selección de fútbol de Sudáfrica en 45 partidos internacionales y anotando solamente un gol.

### Participaciones en Copas del Mundo
| Mundial                        | Sede    | Resultado    | Partidos | Goles |
| ------------------------------ | ------- | ------------ | -------- | ----- |
| Copa Mundial de Fútbol de 1998 | Francia | Primera fase | 3        | 0     |

## Clubes
| Club              | País      | Año         |
| ----------------- | --------- | ----------- |
| Dangerous Darkies | Sudáfrica | 1991 - 1992 |
| Orlando Pirates   | Sudáfrica | 1992 - 1993 |
| Ajax Cape Town    | Sudáfrica | 1994 - 1995 |
| Kaizer Chiefs     | Sudáfrica | 1996        |
| Tenerife          | España    | 1996 - 1997 |
| Saint Gallen      | Suiza     | 1997 - 1998 |
| Cagliari          | Italia    | 1998 - 2000 |
| Ankaragücü        | Turquía   | 2000 - 2002 |